# Krknjaš Mali
Krknjaš Mali je otočić u Jadranskom moru.
Nalazi se istočno od otoka Drvenika Velog i sjeverno od otočića Krknjaša Velog.
Ploveći s Krknjaša Malog prema jugu se ulazi u Šoltanski kanal. Ploveći prema istoku se ulazi u Splitski kanal.
Ploveći prema sjeverozapad, oplovljavajući Drvenik Veli, ušlo bi se u Drvenički kanal.
Njegova površina iznosi 0,033 km². Dužina obalne crte iznosi 0,72 km. Najviši vrh mu je na visini od 12 m.